# Pentapolis
Een pentapolis, van het Griekse Πεντάπολις (penta = vijf en polis = stad, dus "vijf-stad") is een geografisch of politiek verbond tussen vijf steden.
Er waren verschillende pentapoleis in de geschiedenis.

## Adriatische Pentapolis

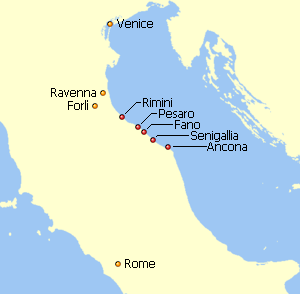
De Adriatische Pentapolis.

In de late oudheid/vroege middeleeuwen (554 - ca. 752) vormden vijf Italiaanse steden een pentapolis. Omdat deze gelegen was aan de Adriatische Zee, wordt hij ook wel de Adriatische Pentapolis genoemd. Deze vijf steden waren (van west naar oost, Latijnse naam schuingedrukt):
1. Rimini (Ariminum)
2. Pesaro (Pisaurum)
3. Fano (Fanum Fortunae)
4. Senigallia (Sena Gallica)
5. Ancona (Oudgrieks: Ἀγκών, Ankon)

De stedenband vormde een hertogdom dat deel uitmaakte van het exarchaat Ravenna, dat op haar beurt een provincie was van het Byzantijnse Rijk. De pentapolis viel rond 752 toen zij veroverd werd door de Longobarden onder leiding van koning Aistulf.

## Pentapolis van Cyrenaica

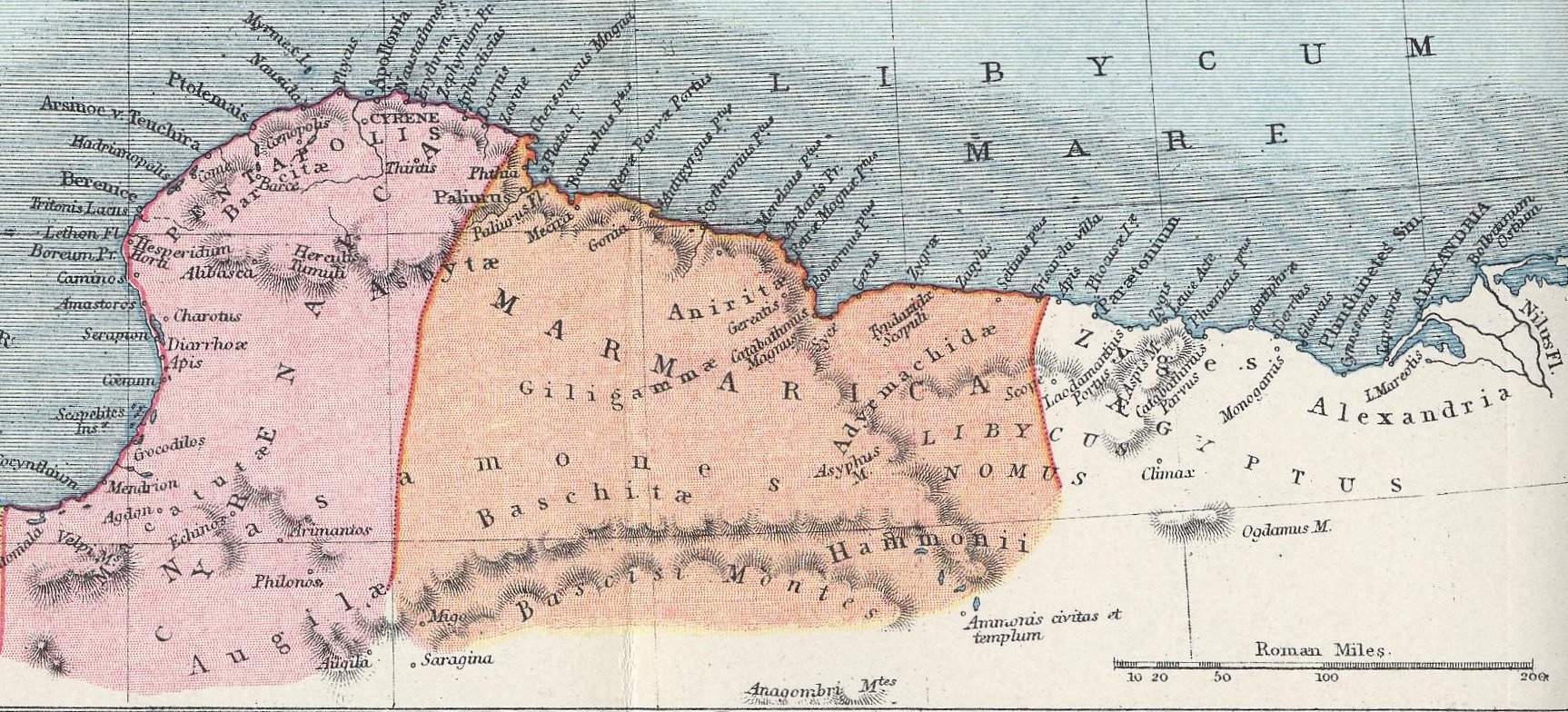
Cyrenaica en Marmarica in de 2e eeuw.

De Pentapolis van Cyrenaica in Oost-Libië ((oorspronkelijke) Griekse naam vetgedrukt, Latijnse naam schuingedrukt): 
1. Kyrene (Κυρήνη), later Cyrene, tegenwoordig Sjahhat (met haar haven Apollonia (Απολλωνία), tegenwoordig Susa)
2. Barke (Βάρκη), later Barca, tegenwoordig Al Marj
3. Euhesperides (Ευσπερίδες), later Berenike (Βερενίκη)/Berenice, tegenwoordig Benghazi)
4. Ptolemais (Πτολεμαίς), later Tolmeta, tegenwoordig Tolmeitha
5. Taucheira (Ταύχειρα), later Arsinoe (Ἀρσινόη) en Tocra, tegenwoordig Tukrah

Deze steden werden door Griekse kolonisten van ongeveer 631 v.Chr. tot ongeveer 400 v.Chr. gesticht. Volgens de overlevering van Ploutarchos kwamen nederzetters van het dichtbevolkte eiland Thera, nadat het orakel van Delphi hen had opgedragen in Afrika een nieuw thuis te zoeken. In 74 v.Chr. veroverden de Romeinen Cyrenaica, maar de Pentapolis bleef bestaan. Het is bekend dat eens Synesius van Cyrene metropoliet was van de hele Pentapolis in het begin van de 5e eeuw. Waarschijnlijk verdween de stedenband met de Arabische verovering in de 7e eeuw.

## Filistijnse Pentapolis

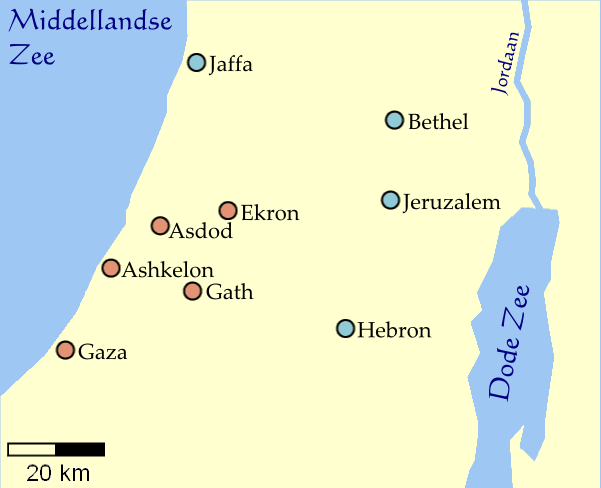
De Filistijnse Pentapolis.

De Filistijnse Pentapolis bestond uit de bekendste Filistijnse steden die zich circa 1200 v.Chr. in een handelsliga en militaire coalitie hadden verenigd. Dit waren Askelon, Asdod, Gaza, Ekron en Gat. Deze liga stond onder leiding van een seren ('opperhoofd').

## Pentapolis van de M'Zab
In de M'Zabvallei in het noorden van de (Algerijnse) Centrale Sahara vormen de heilige stad Beni Isguen en de steden Ghardaïa, Melika, Bou Noura en Atheuf een pentapolis in het gebied van de Mozabieten.